# Java ME
Java ME（Java Platform, Micro Edition），前称J2ME（Java 2 Platform, Micro Edition），是为机顶盒、移动电话和PDA之类嵌入式消费电子设备提供的Java语言平台，包括虚拟机和一系列标准化的Java API。它和Java SE、Java EE一起构成Java技术的三大版本，并且同样是通过JCP（Java Community Process）制订的。
目前阶段，Java ME最流行的应用是游戏软件。因为与需要昂贵的专用设备和开发工具的竞争对手（如索尼和任天堂）相比，Java ME程序可以在PC机上开发和仿真运行，然后很容易地部署到目标机上，从而使其开发、测试和发布的变得容易和廉价。实际上Java ME的用途和前景要广泛得多。

## 架构
与J2SE和J2EE相比，J2ME总体的的运行环境和目标更加多样化，但其中每一种产品的用途却更为单一，而且资源限制也更加严格。为了在达到标准化和兼容性的同时尽量满足不同方面的需求，J2ME的架构分为Configuration、Profile和Optional Packages（可选包）。它们的组合取舍形成了具体的运行环境。
Configuration主要是对设备纵向的分类，分类依据包括存储和处理能力，其中定义了虚拟机特性和基本的类库。已经标准化的Configuration有-  Connected Limited Device Configuration（CLDC）和Connected Device Configuration（CDC）。
Profile建立在Configuration基础之上，一起构成了完整的运行环境。它对设备横向分类，针对特定领域细分市场，内容主要包括特定用途的类库和应用程序接口。CLDC上已经标准化的Profile有Mobile Information Device Profile（MIDP）和Information Module Profile（IMP），而CDC上标准化的Profile有Foundation Profile（FP）、Personal Basis Profile（PBP）和Personal Profile（PP）。
可选包独立于前面两者提供附加的、模块化的和更为多样化的功能。目前标准化的可选包包括数据库访问、多媒体、蓝牙等等。

## 開發工具
開發Java ME程序一般不需要特別的開發工具，開發者只需要裝上Java SDK及下載免費的Sun Java Wireless Toolkit就可以開始編寫Java ME程式，編譯及測試，此外目前主要的IDE（Eclipse及NetBeans）都支持Java ME的開發，個別的手機開發商如Nokia及Sony Ericsson都有自己的SDK，供開發者在開發出兼容於他們的平台的程序。

## 开发
- J2ME Wireless Toolkit，无线设备的J2ME开发工具 （页面存档备份，存于）
- NetBeans （页面存档备份，存于）
- Eclipse （页面存档备份，存于） + EclipseME J2ME Plugin （页面存档备份，存于）
- JBuilder
- Sun ONE Studio
- j2mepolish
- Antenna